# Мира, Энн
Энн Мира (англ. Anne Meara; 20 сентября 1929 — 23 мая 2015) — американская актриса и комик, мать Бена и Эми Стиллеров.

## Биография
Энн Мира родилась в Бруклине 20 сентября 1929 года в семье ирландских иммигрантов. Когда Энн было 11 лет, её мать покончила с собой, после чего ей пришлось проходить долгий курс психотерапии. Своё детство она провела в католической школе-интернате, где и получила образование.
В 1954 году она вышла замуж за комика Джерри Стиллера, с которым познакомилась, играя в одной из комедийных антреприз. Энн Мира воспитывалась в католических традициях, но после замужества с Джерри Стиллером приняла иудаизм. Она серьёзно занималась изучением еврейской культуры и обычаев, и после свадьбы Джерри язвительно заметил: «Женившись на Энн, я стал ещё больше евреем».
В 1961 году Энн родила дочь Эми Стиллер, а в 1965 — сына Бена, которые, как и родители стали актёрами.
Энн и Джерри сформировали свой комедийный дуэт под названием Стиллер и Мира и выступали во многих импровизированных комедийных программах. Популярности они добились в 1960-х годах, когда стали регулярными гостями «Шоу Эда Салливана». После закрытия показа их дуэт распался, и они стали выступать поодиночке. Энн по-прежнему продолжала играть в различных комедийных шоу и сериалах на телевидении, а также стала чаще появляться на большом экране. У неё были роли в фильмах «Мальчики из Бразилии» (1978) и «Слава» (1980).
В 1980-х годах Мира в основном снималась на телевидении, где у неё были роль в сериалах «Она написала убийство», «Альф», «Полуночная жара» и «Монстры». Её собственный ситком «Шоу Стиллера и Миры» в 1986 года оказался неудачным и вскоре был снят с показа. За годы своей карьеры на телевидении Энн Мира четыре раза номинировалась на «Эмми» и однажды — на «Золотой глобус».
Энн Мира не ограничивалась лишь съёмками в кино и на телевидении, а за годы своей карьеры несколько раз выступала и на театральной сцене, в том числе в некоторых бродвейских постановках.
Начиная с 1990-х годов, Энн стала иногда появляться в кино вместе с сыном Беном Стиллером. Среди их совместных работ, такие фильмы как «Привет с дороги в ад» (1991), «Реальность кусается» (1994), «Образцовый самец» (2001) и «Ночь в музее» (2006). Мира также появилась в фильмах «Пробуждение» (1990) и «Поцелуй смерти» (1995).